# البادية الغربية
البادية الغربية هي إحدى مناطق محافظة المفرق، الأردن.